# Dipartimento di Baguirmi
Il dipartimento di Baguirmi, in italiano Baghirmi, è un dipartimento del Ciad facente parte della provincia di Chari-Baguirmi. Il capoluogo è Massénya.

## Comuni
Il dipartimento comprende i seguenti comuni:
- Massénya
- Billi
- Bodoro
- Mandjafa